# Comunione e Liberazione

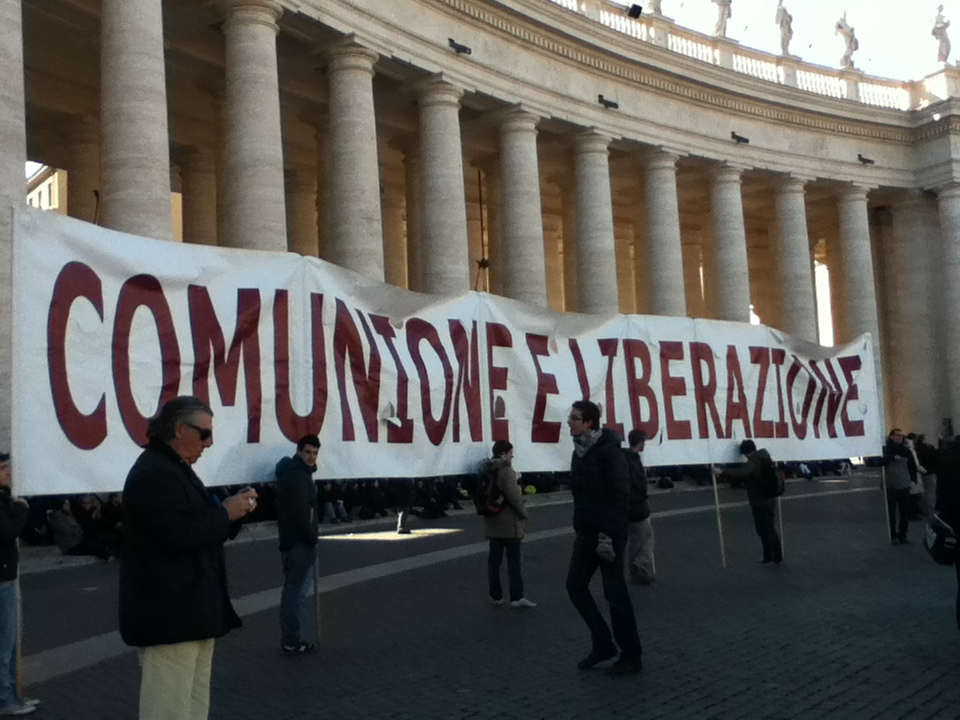
Plakat von Comunione e Liberazione am Petersplatz

Comunione e Liberazione (CL) (italienisch für Gemeinschaft und Befreiung) ist eine Bewegung in der römisch-katholischen Kirche.
Zurzeit ist Gemeinschaft und Befreiung in ungefähr 90 Ländern auf allen Kontinenten präsent. Es ist keine Mitgliedschaft vorgesehen, sondern nur die freiwillige Teilnahme. Deshalb ist es unmöglich, die genaue Mitgliederzahl anzugeben; man schätzt aber, dass es weltweit rund 100.000 Mitglieder gibt. Gemeinschaft und Befreiung entstand 1954 durch den Mailänder Priester Luigi Giussani und wurde ab dessen Tod 2005 bis 2021 durch den spanischen Priester Julián Carrón geleitet. Heutiger Präsident ist Davide Prosperi.

## Geschichte

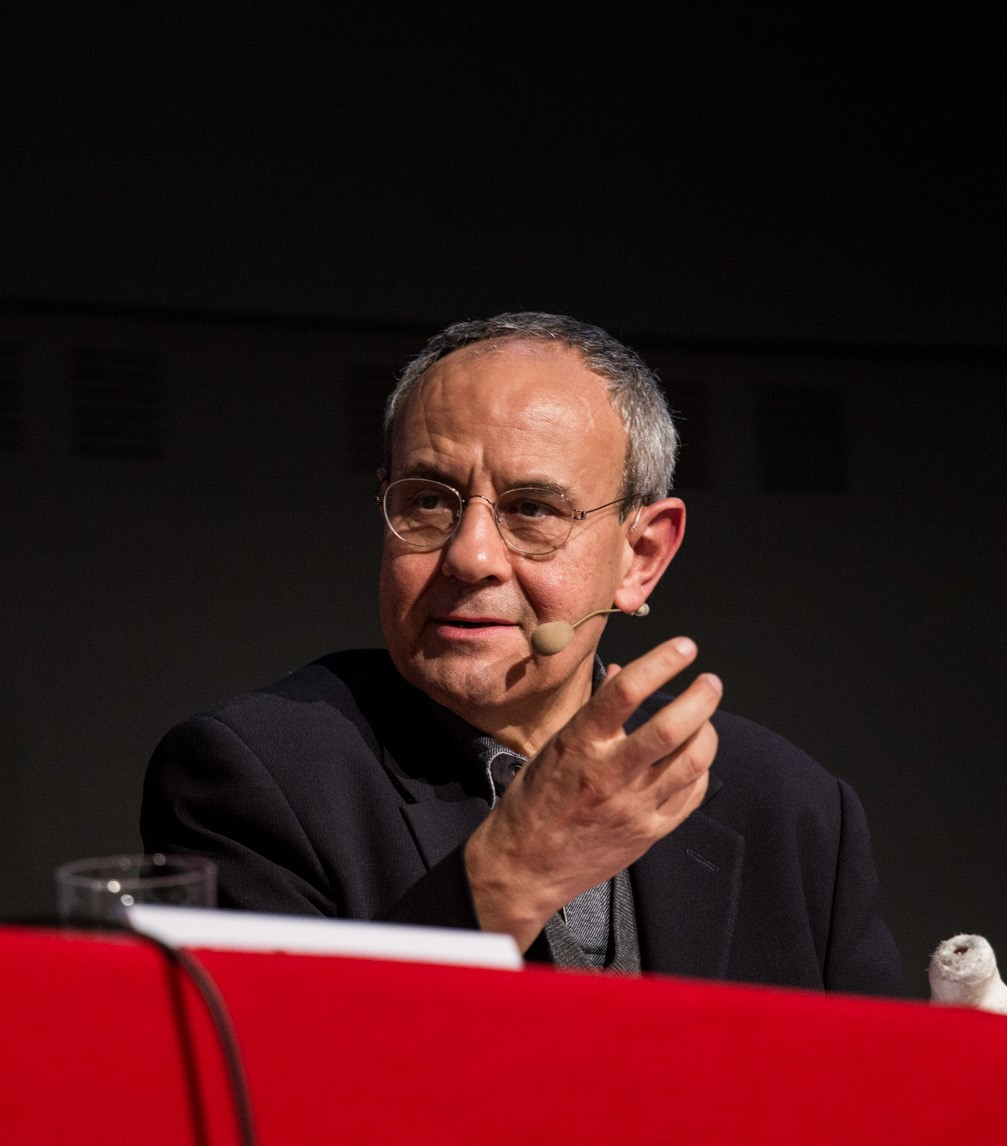
Der ehemalige CL-Präsident Julián Carrón

Im Jahr 1954 gab der Mailänder Priester Luigi Giussani seine Dozentenstelle am Seminario Maggiore Ambrosiano auf, um Religion am Mailänder Berchet-Gymnasium zu unterrichten. Unter dem Namen Gioventù Studentesca („Schülerjugend“) entstand um ihn eine Gefolgschaft innerhalb der Katholischen Aktion. Ende der 1960er Jahre wurde für diese Gruppierung dann die Bezeichnung Comunione e Liberazione vorherrschend.
Die zunehmend wachsende Bewegung wurde 1980 durch Martino Matronola OSB und 1982 durch Papst Johannes Paul II. offiziell anerkannt. Nach dem Tod Giussanis am 22. Februar 2005 übernahm der spanische Priester Julián Carrón die Leitung der Gemeinschaft. Ihm folgte Ende 2021 der vorherige Vizepräsident nach, der Laie Davide Prosperi.
In Italien ist die Bewegung mit rund 25.000 Mitgliedern am weitesten verbreitet, wobei das dort von CL veranstaltete Rimini Meeting jährlich rund 800.000 Teilnehmer zählt.
Zu den bekanntesten Mitgliedern der Bewegung in der italienischen Politik gehören der ehemalige Präsident der Region Lombardei (1995–2013), Roberto Formigoni, und der ehemalige Vizepräsident des Europäischen Parlaments (2004–09) und Verteidigungsminister (2013–14) Mario Mauro.

## Struktur
Die wichtigste Vereinigung im Rahmen von CL ist die Fraternität. Sie wird von einem Leitungsgremium namens Zentrale Diakonie geleitet, dem seit 2021 Davide Prosperi als Präsident vorsteht. Die Fraternität hat nach eigenen Angaben 60.000 Mitglieder weltweit. Folgende Gemeinschaften sind weiters eng mit CL verbunden:
Memores Domini
Eine Vereinigung von Laien, Männern und Frauen, die nach den Prinzipien „Armut, Keuschheit und Gehorsam“ in nach Geschlecht getrennten Gemeinschaften (Häusern) leben. Sie zählt nach eigenen Angaben 1.600 Mitglieder in 32 Ländern. Der emeritierte Papst Benedikt XVI. war bis zu seinem Tod im Jahr 2022 von vier Frauen der Memores Domini betreut worden. 2020 setzte Papst Franziskus den Jesuiten Gianfranco Ghirlanda zur Überprüfung der Tätigkeit und Statuten der Gemeinschaft ein. 2021 setzte der Papst dann die Leitung der Memores Domini ab, nachdem mehrfache Aufforderungen an die Gemeinschaft, die Funktion der spirituellen Begleitung und Beichte von der organisatorischen Leitung zu trennen, nicht umgesetzt wurden. Als Sonderbeauftragter für die Gemeinschaft wurde der Erzbischof von Tarent, Filippo Santoro, eingesetzt.
Priesterbruderschaft vom Heiligen Karl Borromäus
Eine 1985 von Massimo Camisasca, dem späteren Bischof von Reggio Emilia-Guastalla, gegründete Vereinigung von Priestern, seit 1999 ein Institut päpstlichen Rechts. Ihm gehören nach eigenen Angaben rund 130 Priester an, Generalsuperior ist seit 2013 Paolo Sottopietra. Die Priester leben in so genannten Missionshäusern zusammen. Im deutschen Sprachraum bestehen solche Häuser in Bonn und Wien.
Missionarinnen vom Heiligen Karl Borromäus
Eine 2005 gegründete Ordensgemeinschaft von gottgeweihten Frauen, gleichsam der weibliche Zweig der Priesterbruderschaft. Der Zentralsitz und die Ausbildungsstätte befinden sich in Rom, weiters bestehen vier „Missionshäuser“ in Rom, Frankreich, den USA und Kenia.
Fraternität vom Heiligen Josef
Vereinigung von Laien, die nach den Prinzipien „Armut, Keuschheit und Gehorsam“ leben. Im Gegensatz zu den Memores Domini bleiben diese in ihrer gewohnten privaten und beruflichen Umgebung.
Barmherzige Schwestern von der Aufnahme Mariens in den Himmel
Ordensgemeinschaft, die auf die Spiritualität von Giussani und eines französischen Priesters des 19. Jahrhunderts, Étienne Pernet, Gründer der Kleinen Schwestern der Assumptio, zurückgeht. Die Schwestern sind an fünf Standorten in Italien sowie in der spanischen Hauptstadt Madrid vertreten und kümmern sich insbesondere um Kranke und Familien.
Comunione e Liberazione richtet sich weiterhin mit entsprechenden Abteilungen an verschiedene spezielle Zielgruppen:
- Comunione e Liberazione Educatori (CLE) für berufstätige Lehrer und Erzieher
- Comunione e Liberazione Universitari (CLU) für studierende Mitglieder
- Giovani Lavoratori (CLL) für junge Berufstätige
- Gioventù Studentesca (GS) für Schüler ab der 8. Jahrgangsstufe
- Kinder oder Graal für Schüler von der 4. bis zur 7. Jahrgangsstufe

## Bewegung in Deutschland
In das Erzbistum Freiburg und damit erstmals nach Deutschland kam Gemeinschaft und Befreiung 1979 auf Einladung des damaligen Erzbischofs Oskar Saier. Mittlerweile ist CL in mehreren deutschen Städten vertreten.
Die geistliche Leitung in Deutschland hat der Kölner Subsidiar und Religionslehrer Dr. Gianluca Carlin inne, als Nachfolger des Kölner Pfarrers Romano Christen, vormals Direktor des Theologenkonvikts Collegium Albertinum in Bonn.
Comunione e Liberazione versucht in Köln mit dem Rhein-Meeting ein deutsches Gegenstück zum Rimini Meeting in Italien einzurichten. Jedes Jahr steht das Rhein-Meeting unter einem anderen Thema, zu dem verschiedene Referenten aus dem CL-Umfeld eingeladen werden, beispielsweise der irische Kolumnist John Waters in den Jahren 2014 und 2015.
In Deutschland gibt es mehrere eingetragene Vereine, die von CL gegründet oder mittelbar geführt werden, unter anderem:
- Kulturinitiative Spuren e. V. als Herausgeber der deutschsprachigen Ausgabe der Internationalen Zeitschrift von CL[16]
- Rhein-Meeting e. V. als Träger des Rhein-Meetings in Köln
- Kulturinitiative e. V. Bruchsal zur „Förderung und Ausbreitung einer christlichen Kultur“
- Support International e. V. mit Verbindungen zu AVSI und der Luigi Giussani High School in Kampala
- International Musical Friendship Deutschland e. V.[17]

Comunione e Liberazione ist in Deutschland Mitglied des Gesprächskreises Geistlicher Gemeinschaften, Bewegungen und Initiativen (GGG).

## Finanzierung
Comunione e Liberazione finanziert sich nach eigenen Aussagen durch einen frei wählbaren regelmäßigen Beitrag der Mitglieder für die Gemeinschaftskasse. CL selbst sagt dazu:
„Unsere Bewegung ist eine auf die Bestimmung hin geleitete Freundschaft. So ist auch der Beitrag zur gemeinsamen Kasse ein Instrument, mit dem wir in konkreter Weise unsere Freundschaft in ihren Dimensionen der Kultur, der Caritas und der Mission unterstützen. Es handelt sich um einen sehr einfachen Gestus der Wertschätzung und der Liebe zu unserem Ziel, denn das Maß dieses Einsatzes wird von jeder Person in vollkommener Freiheit selbst bestimmt.“

## Ausrichtung
Publikationen von CL betonen vorrangig das theologische Wirken des Gründers: so habe Giussanis besonderes Augenmerk stets der Vernünftigkeit des Glaubens gegolten. Papst Johannes Paul II. schrieb in seiner Botschaft anlässlich des Todes von Don Giussani am 22. Februar 2005, Giussanis „gesamtes apostolisches Wirken könnte man in der offenen und entschiedenen Einladung zu einer persönlichen Begegnung mit Christus zusammenfassen.“ Die Begräbnisfeier für Don Giussani nahm der damalige Kardinal Joseph Ratzinger vor und deutete in seiner Homilie den Namen der Bewegung wie folgt: „Indem Don Giussani die Freiheit als eine dem Glauben eigene Gabe hervorgehoben hat, hat er uns auch gesagt, dass die Freiheit der Gemeinschaft bedarf, um eine wahre menschliche Freiheit, eine Freiheit in Wahrheit zu sein.“
Comunione e Liberazione selbst stellt sich als Bewegung dar, die ihre Mitglieder im Rahmen einer wöchentlichen Katechese, dem Seminar der Gemeinschaft, zur christlichen Reife erziehen möchte. Dies erfordere der Bewegung zufolge den Willen zum Lesen vorgegebener Texte, die zuhause meditiert und im Seminar vertieft werden.

## Einfluss

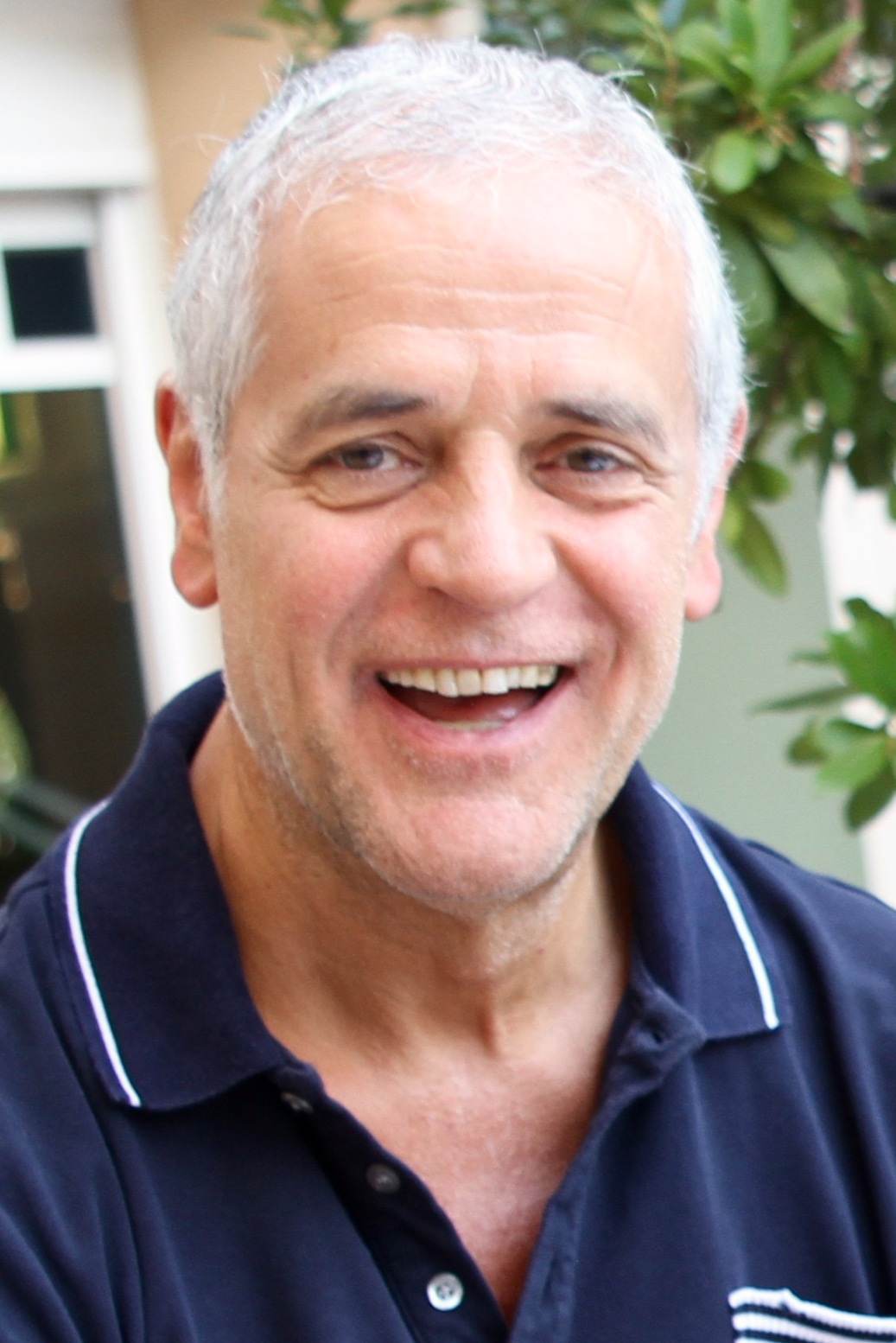
Roberto Formigoni, Präsident der Region Lombardei (1995–2013)

Comunione e Liberazione gilt in Italien als einflussreiche Organisation, nicht nur in Bezug auf die katholische Kirche. Papst Benedikt XVI. pflegte Kontakte zu ihr, seine vier Haushälterinnen waren ebenfalls Mitglieder der Bewegung. Die von Comunione e Liberazione 1986 gegründete Wirtschaftsvereinigung Compagnia delle Opere stellt das Bindeglied zur italienischen Wirtschaft besonders in der Lombardei und allgemein in Norditalien dar.
Comunione e Liberazione verfügte mit Rete Italia („Netzwerk Italien“), geführt von Roberto Formigoni und Maurizio Lupi, über einen „Flügel“ innerhalb der Mitte-rechts-Partei Popolo della Libertà (PdL) des Ministerpräsidenten Silvio Berlusconi. Formigoni war von 1995 bis 2013 Präsident der Region Lombardei. Lupi war 2006–08 Vizepräsident der Abgeordnetenkammer und 2013–15 Infrastruktur- und Verkehrsminister in den Regierungen Letta und Renzi. Nach der Spaltung der PdL Ende 2013 schlossen sie sich der Partei Nuovo Centrodestra (NCD) an.
Im Rahmen der Vatileaks-Affäre wurde 2012 eine Beteiligung der Comunione e Liberazione an verschleierten Vorgängen vermutet, so z. B. bei Schmiergeldzahlungen.
Der am 13. März 2013 gewählte Papst Franziskus steht laut Medienberichten Comunione e Liberazione nahe, wofür es im Laufe seiner Amtszeit jedoch nur wenige Anzeichen gab.

## Kritik
Mahnungen von Papst Franziskus
Papst Franziskus hat während seiner Amtszeit wiederholt vor Fehlentwicklungen innerhalb der Gemeinschaft gewarnt. In einer Ansprache zum 10. Todestag von Luigi Giussani am 7. März 2015 sagte er: „Wenn ich meine geistliche Methode, meinen geistlichen Weg, meine Art, ihn umzusetzen, in den Mittelpunkt stelle, dann gerate ich vom Weg ab. Jede Spiritualität, alle Charismen in der Kirche müssen »dezentralisiert « werden: Im Mittelpunkt steht nur der Herr! (...) Der Bezug auf das Erbe, das Don Giussani euch hinterlassen hat, darf nicht zu einem Museum mit Erinnerungen, getroffenen Entscheidungen, Verhaltensnormen reduziert werden. Es verlangt natürlich die Treue zur Tradition, aber Treue zur Tradition – sagte Gustav Mahler – »ist die Weitergabe des Feuers und nicht die Anbetung der Asche«. Don Giussani würde es euch nie verzeihen, wenn ihr die Freiheit verliert und zu Museumsführern oder Aschenanbetern werdet.“
Bei einer Generalaudienz am 15. Oktober 2022 empfing der Papst zum 100. Geburtstag des Gründers auch zahlreiche Mitglieder von Comunione e Liberazione. Er verwies in seiner Rede auf die bestehende Missstände innerhalb der Bewegung und forderte die Mitglieder zu einem „missionarischen Neubeginn“ auf. Der Papst beklagte „ernste Probleme“, „Spaltungen“ und eine geistliche „Verarmung“ bei CL. Er betonte: „Verschwenden Sie Ihre kostbare Zeit nicht mit Geschwätz, Misstrauen und Widerstand, bitte, verschwendet damit keine Zeit!“ Es sei wichtig, „Fehlentwicklungen zu erkennen und gegebenenfalls zu korrigieren“, und zwar „in einer Haltung der Demut und unter der weisen Führung der Kirche“. Franziskus würde in seiner Ansprache Don Luigi Giussani und betonte, das Charisma des Gründers müsse im Leben der einzelnen CL-Mitglieder zur Blüte gebracht werden.
Kissinger Cables
Die im Jahr 2013 veröffentlichten Wikileaks-Dokumente Kissinger Cables berichten von einer geheimen Absprache zwischen Luigi Giussani und US-Außenminister Henry Kissinger im Jahr 1975, nach der CL als politisches Instrument gegen die in Italien zunehmend populäre Partito Comunista Italiano agieren sollte und im Gegenzug finanziell durch die USA, vor allem für PR-Maßnahmen, gefördert wurde.
Mediale Kritik
Otto Kallscheuer charakterisierte Comunione e Liberazione 1992 in einem Zeit-Artikel als „junge Radikale“ im Rahmen der „neuen Evangelisierung“ Europas. Gordon Urquhart stellte sie in seinem Buch Im Namen des Papstes von 1995 – ebenso wie das Neokatechumenat und die Fokolarbewegung – als sektenartige Laienbewegung dar, die den Zusammenhalt der Kirche gefährde. Die Religionswissenschaftlerin Nina Clara Tiesler beschrieb „Gemeinschaft und Befreiung“ 2007 in einem Aufsatz für die Zeitschrift Aus Politik und Zeitgeschichte als „extremistische Bewegung“ und stellte sie in eine Reihe mit der protestantischen Religiösen Rechten in den USA und der Islamischen Heilsfront in Algerien. Der auf Kirchenthemen spezialisierte Journalist Hanspeter Oschwald zählte CL in seinem 2010 erschienenen Buch Im Namen des Heiligen Vaters zusammen mit Opus Dei, Legionären Christi, Neokatechumenat, Fokolarbewegung und der Gemeinschaft Sant’Egidio zu einem reaktionären und fundamentalistischen Netzwerk, das seiner Einschätzung nach während des Pontifikats Benedikts XVI. den Vatikan steuerte.